# Agricultura de Catalunya
L'agricultura de Catalunya es caracteritza per un predomini de les explotacions petites i mitjanes en què predominen els herbacis i els guarets. Tal com correspon a un país desenvolupat modern, ha anat perdent importància al PIB total en favor de la indústria i dels serveis.

## Importància en el PIB
El pes de les activitats agràries en l'economia catalana és decreixent, sent el 2006 l'1,5% del PIB i el nombre d'explotacions s'ha anat reduint: de 115.291 el 1982 s'ha passat a 68.944 el 1997 i 55.096 el 2007.

## Explotacions
Destaquen tres grans zones agràries: la de muntanya amb els Pirineus i els Prepirineus, en les quals predomina la ramaderia extensiva de boví i oví de carn, la zona central i les planes de Girona en les quals predomina el cereal i la ramaderia intensiva de porcí i boví de carn), i la regió de ponent i el sud, que suposa al voltant del 70% de les terres llaurades de Catalunya amb predomini de llenyosos: vinya, olivera, fruita fresca i fruita seca. A més, hi ha altres zones productives com l'horta dels voltants de Barcelona i la del delta de l'Ebre, l'oli de les Garrigues i Siurana i la fruita dolça de l'Empordà.